# Kosmos 1172
O Kosmos 1172 (em russo: Космос 1172, significado Cosmos 1172) foi um satélite soviético de sistema de alerta anti-mísseis intercontinentais. Foi desenvolvido como parte do programa Oko de satélites artificiais. O satélite foi projetado para identificar lançamentos de mísseis usando telescópios ópticos e sensores infravermelhos.
O Kosmos 1348 foi lançado em 12 de abril de 1980 do Cosmódromo de Plesetsk, União Soviética (atualmente na Rússia), através de um foguete Molniya-M. O satélite Kosmos 1172 completou suas operações em órbita até o dia 9 de abril de 1982, decaindo de sua órbita e reentrando na atmosfera da terra em 26 de dezembro de 1997.